# Departamento O.S.9. Investigación de Organizaciones Criminales
El Departamento O.S.9 Investigación de Organizaciones Criminales es una repartición de investigación criminal de Carabineros de Chile.
Las oficinas centrales del OS9 de Carabineros están ubicadas en Santiago de Chile, y también hay oficinas regionales en algunas regiones específicas del país.

## Historia
La Reforma Procesal Penal tuvo efecto sobre la ya relativamente antigua Sección de Investigaciones Policiales, S.I.P. dependiente de la Jefatura de Zona Metropolitana, siendo sus principales reformulaciones la ampliación de sus funciones y el surgimiento de Secciones de Investigación Policial en todas las unidades operativas (comisarías). Como consecuencia de ello, en el año 2005 se elevó de categoría pasando a conformar el Departamento de Investigaciones Criminales O.S.9.

## Investigaciones relevantes llevadas por el Departamento O.S.9
- Caso Caval - Sebastián Dávalos
- Asesinato de Hans Pozo
- Caso del asesinato de Daniel Zamudio
- Atentado de Santiago de Chile de 2014
- Caso Robo del Siglo Aeropuerto AMB
- Caso Robo Banco Santander Parque ENEA - Jorge Mateluna
- Caso Operación Desierto - Tráfico de Inmigrantes
- Caso Incautación 8 Mil Municiones Araucanía